# Дунаевка (Новосибирская область)
Дунаевка — посёлок в Барабинском районе Новосибирской области. Входит в состав Межозерного сельсовета.

## География
Площадь посёлка — 30 гектаров

## История
Основан в 1932 г. В 1976 г. Указом президиума ВС РСФСР посёлок фермы № 4 совхоза «Новоспасский» переименован в Дунаевка.

## Население
| 2002 | 2007 | 2010 |
| ---- | ---- | ---- |
| 219  | ↗226 | ↘192 |

## Инфраструктура
В посёлке по данным на 2006 год функционируют 1 учреждение здравоохранения, 1 образовательное учреждение.